# Raven (DC Comics)
Pour les articles homonymes, voir Raven.
 (mars 2011).
Si vous disposez d'ouvrages ou d'articles de référence ou si vous connaissez des sites web de qualité traitant du thème abordé ici, merci de compléter l'article en donnant les références utiles à sa vérifiabilité et en les liant à la section « Notes et références ».
Raven est une super-héroïne de comics appartenant à l'univers de DC Comics. Raven a été un membre important des New Teen Titans et a récemment rejoint les rangs des Teen Titans modernes. Raven est une empathe, elle peut se téléporter et peut faire sortir son âme dans un corps astral qui peut se battre physiquement.

## Biographie
Raven est un personnage sombre, né d'une mère humaine appelée Arella, et d'un père démon, Trigon. Elle a grandi dans un monde pacifique appelé Azarath, où on lui apprit à contrôler ses émotions afin de supprimer et contrôler ses pouvoirs démoniaques hérités de son père.
Par la suite, elle apprit que Trigon voulait venir sur Terre. Elle se jura de le stopper. Elle demanda l'aide de la JLA, mais Zatanna ayant ressenti la part démoniaque de Raven, refusa. En désespoir de cause, elle reforma les Titans (New Teen Titans) pour combattre son père.
L'équipe vainquit Trigon et l'enferma dans une prison interdimensionnelle. 
Cependant, Raven devait toujours se battre contre l'influence de son père, ce dernier n'étant pas entièrement éliminé. Plus d'une fois Raven perdit le contrôle de ses émotions au cours de ses aventures. 
Cependant, Trigon réussit à s'échapper, grâce au portail créé par Raven. Azarath fut détruit à ce moment-là. Les Titans se réunirent et tuèrent Raven. Ceci permit aux âmes d'Azarath de la posséder et de l'utiliser afin de vaincre Trigon. 
Raven fut présumée "décédée" mais surgit des cendres de la bataille, enfin débarrassée du mal qui la rongeait. Elle disparut et sa mère partit à sa recherche.
Elle fut ensuite capturée par les hommes de main de Brother Blood afin de contrôler Nightwing et de l'utiliser comme vecteur de la résurrection de Brother Blood. Les Titans les sauvèrent et empêchèrent le retour à la vie de Brother Blood. 
Les Titans furent capturés par la Wildebeest Society, mais furent sauvés par un groupe de héros. Le leader de la WildeBeest Society était Jericho, un allié des Titans qui était possédé par les âmes d'Azarath. Jericho essaya de transformer les Titans en vaisseau pour les âmes, mais fut tué par son père, Deathstroke.
Raven revint encore plus tard, toujours possédée par le mal, afin de détruire son double bon. Les Titans l'éliminèrent définitivement. La bonne Raven devint un être d'énergie pure et dorée, sans corps tangible.
En tant qu'esprit, Raven erra sur la Terre, se cherchant une place en ce monde, quand Brother Blood l'appela. Son esprit se retrouva dans le corps d'une adolescente. Les Teen Titans découvrirent que la Church Of Blood était composée d'adorateurs de Trigon. Ils découvrirent une prophétie indiquant que le mariage entre Brother Blood et Raven provoquerait l'Armageddon. La nouvelle équipe interrompit le mariage et la Church Of Blood dut disparaître. 
Raven intégra à nouveau les New Teen Titans et se fit passer pour une étudiante sous le nom de Rachel Roth (en honneur de sa mère, Roth étant le nom de famille originel d'Arella).
Après le combat des Outsiders et des Teen Titans contre Superboy, Raven aida ce dernier à lui faire admettre qu'il avait une âme.
Aux dernières nouvelles, elle a entamé une relation amoureuse avec Beast Boy en 2020.

## Pouvoirs et capacités
Raven est une empathe : elle absorbe les émotions des autres pour les sentir elle-même. Elle peut également absorber complètement les mauvaises sensations des autres pour les supprimer, ce qui permet de soigner rapidement. Il existe une certaine ambiguïté quant à savoir ce qu'il advient des émotions ainsi absorbées, et on ignore si elles disparaissent ou si Raven les sent elle-même pour le restant de ses jours.
Avant sa seconde mort, elle a aussi plusieurs fois montré la faculté de donner, consciemment ou inconsciemment, des émotions aux autres. Cependant, elle n'a jamais réutilisé cette capacité après Infinite crisis, ce qui laisse penser qu'elle l'a perdue, ou arrive désormais à la contrôler.
Depuis sa renaissance, Raven possède le pouvoir de voler, ce qu'elle ne pouvait auparavant faire que lorsqu'elle était sous l'influence de son père. Dans le dessin animé, elle possède ce pouvoir dès le début de la série.
Raven peut aussi faire se manifester son âme sous la forme d'un corps astral, qui revêt en général l'apparence d'une ombre ayant sa forme ou celle d'un corbeau géant, jaillissant entièrement ou partiellement d'elle. Ce corps astral a de multiples usages : elle peut s'en servir pour projeter sa conscience dans les esprits à des fins thérapeutiques (pour s'aider dans ses méditations ou calmer un allié agité) ou offensives, laissant ses ennemis inconscients. Il absorbe aussi les attaques, servant ainsi de bouclier, et lui permet de voyager dans d'autres dimensions. Dans certains cas, elle a montré l'aptitude à faire disparaître son corps physique dans son corps astral pour le faire réapparaître ailleurs, se téléportant ainsi sur de longues distances. Selon elle, plus de 5 min de séparation entre son corps physique et son corps astral la « vouerait à des horreurs trop indicibles »
À plusieurs occasions, elle a aussi montré diverses aptitudes en magie/sorcellerie.
Enfin, dernièrement, il a été révélé qu'elle était, comme tous les enfants de Trigon, capable d'envoyer et d'amplifier dans l'esprit d'un autre l'un des sept péchés capitaux (l'orgueil, dans son cas). Cependant, employer un tel pouvoir la fait par la suite souffrir de nausées et de vomissements pendant plusieurs jours.

## Apparitions dans d'autre médias

### Séries télévisées

#### Teen Titans: Les Jeunes Titans
Dans la série animée Teen Titans : Les Jeunes Titans, Raven est présentée parmi les personnages principaux de manière plutôt fidèle au comic : elle possède les mêmes pouvoirs, les mêmes origines, et son père est présent en tant qu'ennemi à partir de l'épisode Plus Jamais. Même physiquement, le personnage est à peu près le même (aspect quasi identique, si ce n'est une cape bleue au lieu de noire et quelques modifications au niveau des jambes), la seule vraie différence étant finalement qu'elle apparaît, à l'instar des autres personnages, plus jeune. Elle possède une peau grisâtre, avec des cheveux et des yeux bleus-violets, ainsi qu'un chakra rouge sur le front. Souvent, elle porte la cagoule de sa cape, cachant ainsi la majeure partie de son visage.
Concernant ses facultés, Raven possède des talents impressionnants en magie et en rituels, mais aussi de puissants dons de télékinésie, ainsi que les facultés de léviter, de dresser des boucliers d'énergie, de créer des portails à travers les murs et les obstacles, de se téléporter, voir de créer des sortes de lames ou griffes surnaturelles en énergie obscure qui disloquent les objets d'un coup. À une occasion, dans Hanté, elle s'est aussi avéré dotée de pouvoirs télépathiques. Lorsqu'elle use de ses pouvoirs, ses yeux luisent d'une lueur blanche, et une aura caractéristique noire, prenant souvent la forme d'un corbeau ou de divers autres monstres, entoure les objets qu'elles contrôle. En outre, elle récite parfois des incantations d'Azarath, dont la plus fréquente est "Azarath Metrion Zinthos", pour maîtriser ses pouvoirs. Lorsqu'elle perd le contrôle de ses émotions, et donc de ses pouvoirs, elle se transforme en version maléfique d'elle-même, avec quatre yeux rouges et une aura prenant la forme de sortes de tentacules noirs (voir Plus jamais et la première partie de Choc en retour ).
En certaines occasions, Raven a montré d'autres aptitudes puissantes, utilisables seulement dans des conditions exceptionnelles. Ces aptitudes limitées incluent le contrôle du temps, changement partiel de la réalité, ou encore la création inconsciente et involontaire de toutes sortes de monstres lorsqu'elle nie avoir peur.
Du point de vue du caractère, Raven a été travaillée par les scénaristes de façon à rappeler une gothique : sombre, cynique, froide et réservée, à l'opposé exact de Starfire, avec qui elle a d'ailleurs du mal à s'entendre au début de la série. Il y a peu à dire concernant ses relations avec Cyborg et Robin, jusqu'à l'épisode Hanté, où elle entre télépathiquement dans l'esprit de Robin pour le soigner des effets d'un gaz hallucinogène issu du masque de Deathstroke. À la suite de cet incident, elle et Robin tendent à devenir plus proches l'un de l'autre. Raven passe la plupart de son temps libre dans sa chambre à lire des livres, et ne tolère aucune intrusion, ni de ses amis (Plus jamais), ni des ennemis (Examen final et Trahison). Elle partage avec Changelin une relation à mi-chemin entre la haine et l'amitié, le critiquant souvent et prenant ses plaisanteries sous un mauvais angle, au point d'en rire encore moins que les autres, (on apprend cependant, lorsque Cyborg et Changelin se retrouvent dans son esprit, qu'elle a toujours trouvé Changelin drôle). On apprend dans l'épisode Sœurs ennemies que son genre de film préféré est l'horreur (du moins, c'est ce qu'elle prétend...voir épisode La Peur au ventre).
En outre, comme dans le comic, Raven traîne derrière elle un passé sombre qu'elle cherche à oublier, et qui explique un peu son attitude : dès sa naissance, une prophétie a annoncé qu'elle était destinée à provoquer l'Apocalypse, ce qui commencerait le jour de son anniversaire. Elle est perpétuellement hantée par des visions de ce futur, et cherche à l'oublier tant bien que mal, passant chacun de ses anniversaires les yeux rivés sur son réveil, attendant avec impatience que la journée s'achève. Pour fuir la prophétie, elle a toujours tenté d'agir pour le bien et de détruire le côté obscur de son esprit. 
La saison 4 de la série se centre là-dessus, révélant l'existence de cette Prophétie et ce en quoi elle consiste : Raven est en réalité non seulement une personne, mais aussi la clé d'un portail destiné à permettre à Trigon de venir sur Terre. Dans ce but, Deathstroke, ressuscité par Trigon, lui appose des marques destinées à ouvrir le portail en elle.
Décidés à sauver le monde et Raven malgré le désespoir de celle-ci, les Titans placent la demi-démone dans une salle hautement sécurisée et déploient leurs moyens les plus puissants pour la défendre contre Deathstroke et les démons venus la prendre. Malgré cela, ils finissent par être en mauvaise posture, et Raven se rend d'elle-même pour sauver ses amis. Elle se change en portail, permettant à Trigon de pénétrer sur Terre. Avant de disparaître, elle réussit à protéger les autres Jeunes Titans, et leur confère une partie de ses pouvoirs pour les aider.
Cependant, peu après, Deathstroke, trahi par Trigon, révèle aux Titans qu'une part de Raven a survécu quelque part, et peut encore être sauvée. Il guide Robin jusqu'à ce lieu, où le jeune homme retrouve une Raven redevenue enfant, habillée en blanc, sans pouvoir et sans aucun souvenir de sa vie antérieure. Après une brève poursuite, il parvient à la convaincre de venir avec lui, et durant le trajet du retour, lui raconte son histoire. La jeune Raven finit par lui révéler qu'elle se souvient à nouveau de tout, mais qu'elle cherchait à se convaincre qu'il ne s'agissait que d'un cauchemar. Elle est toujours aussi désespérée, mais Robin lui affirme qu'il est encore possible de faire quelque chose.
Peu après, alors que les Titans sont à nouveau réunis, Trigon attaque. Malgré les efforts combinés de Robin, Changelin, Cyborg, Starfire et Deathstroke, le démon prend vite le dessus. Puis, finalement, Raven, furieuse et reprenant espoir, use de ses pouvoirs pour récupérer son âge normal et vaincre enfin le démon, déclarant qu'elle le renie en tant que père.

#### Teen Titans GO!
Dans cette série décalée de Teen Titans, Raven garde la même personnalité que dans l'ancienne série : sombre et cynique. Elle entretient une relation conflictuelle avec son père Trigon, qui voudrait être plus proche de sa fille et l'inciter à accepter pleinement sa part démoniaque. En outre elle a des sentiments amoureux pour Changelin, qu'elle tente de cacher, Aqualad aussi entretien une relation avec elle (mais on ne sait pas si c' est vraiment de l'amour). Raven est aussi très amie avec Rose, une méchante qui partage plus ou moins le même caractère qu'elle.
Elle est aussi fan d'une série animée intitulée "Jolies Petites Pégases", ce qui contraste avec l'image qu'elle donne.

#### Titans
Raven est un des personnages principaux de la série Titans diffusée par Netflix à partir de 2018. Elle est interprétée par Teagan Croft.
Dans cette série, Rachel Roth vit avec sa mère Melissa (Sherilyn Fenn) dans un petit appartement dont les murs sont couverts de crucifix. Après le meurtre de sa mère, Rachel se sauve, prend le bus pour Detroit et se retrouve à la rue. À la suite de quelques soucis, elle finit par arriver dans un commissariat où elle fait la connaissance du détective Dick Grayson (Brenton Thwaites), qui continue à combattre le crime la nuit sous le nom de Robin bien qu'il se soit éloigné de Batman. Teagan Croft apparaît aussi dans la série Legends of Tomorrow (saison 5, épisode 1 - crossover Crisis on Infinite Earths). 

### Films

#### La Ligue des justiciers vs. les Teen Titans
Dans le film d'animation La Ligue des justiciers vs. les Teen Titans, Raven est le personnage central de l'intrigue. Sa mère était membre d'un culte satanique qui l'a mariée à Trigon, qui a pris une forme humaine. Après avoir découvert la vraie nature démoniaque de son amant, elle a pris la fuite et s'est réfugié sur Azarath, où elle donna naissance à Raven.
Après avoir involontairement invoqué son père et causé ainsi la destruction d'Azarath et de sa mère, Raven fut prise par lui afin de pouvoir conquérir la Terre, mais elle l'emprisonna dans un cristal en Enfer et rejoint plus tard les Teen Titans, dirigés par Starfire. Elle partagera une relation particulière avec Damian Wayne, alias Robin, les deux ayant un passé similaire.
Pour sauver ses amis, elle acceptera de libérer Trigon qui a été enfermé dans une autre dimension. Les Titans sauvent Raven, mais pas avant que Trigon ne reprenne sa forme physique.
Suivant le plan de cette dernière, les Titans, aidés de Cyborg, entrent en enfer pour récupérer le cristal et emprisonner son père, tandis que la Ligue combattent Trigon en vain pour l'empêcher d'atteindre des civils innocents. Raven parvient finalement à enfermer son père dans un fragment de cristal, qu'elle porte désormais sur son front pour mieux le surveiller.

#### Teen Titans: The Judas Contract
Les Jeunes Titans accueillent en leurs rangs un nouveau membre, Terra, alors qu’ils sont confrontés à deux ennemis de taille, Deathstroke et Brother Blood…
Raven se rapprochera de Damian, et essayera d'aider Terra à lutter contre ses propres démons. Elle est plus puissante que dans le dernier film.

#### Justice League Dark: Apokolips War
Alors que Darkseid s'apprête à envahir la Terre pour tenter de la conquérir (encore), Superman est déterminé à en finir et a décidé de réunir la Ligue des justiciers, les Teen Titans et tous les autres héros afin de mener un raid sur Apokolips et de lui régler son compte une bonne fois pour toutes. Après cette scène d'introduction, le film nous emmène deux ans plus tard, au milieu d'une planète Terre ravagée et d'un Londres en ruines, tandis que la plupart des héros sont morts ou ne sont plus que l'ombre d'eux-mêmes.
Les premières minutes suffisent à donner le ton. Justice League Dark: Apokolips War est sombre, violent et donne une conclusion épique et digne de ce nom à cette continuité qui a démarré en 2013 avec La Ligue des justiciers : Le Paradoxe Flashpoint (et de manière définitive avec La Ligue des justiciers : Guerre). Une histoire qui se concentre sur John Constantine, accompagné de Superman, Robin et Raven dans son épopée, chacun représentant un segment de l'univers des films d'animation DC.
Raven est devenue plus faible, elle est amaigrie, et a des malaises à chaque utilisation de ses pouvoirs,  son père, Trigon, la perturbant en lui ordonnant de le libérer, auquel cas il s'en prendrait à Damian Wayne. Superman, Constantine et Raven partent à la recherche du fils de Batman et le retrouvent à la tête de la Ligue des Assassins. Ils rejoignent ensemble la résistance composée de Lois Lane, la Suicide Squad quasi complète, et décident d'un plan pour attaquer Darkseid. 
Raven et Damian finiront par s'avouer leurs sentiments, et elle réussira à se libérer de son père grâce à Constantine. Sa cape et sa combinaison deviendront blanches par la suite, et elle retrouvera sa vitalité.